# Botó de puny

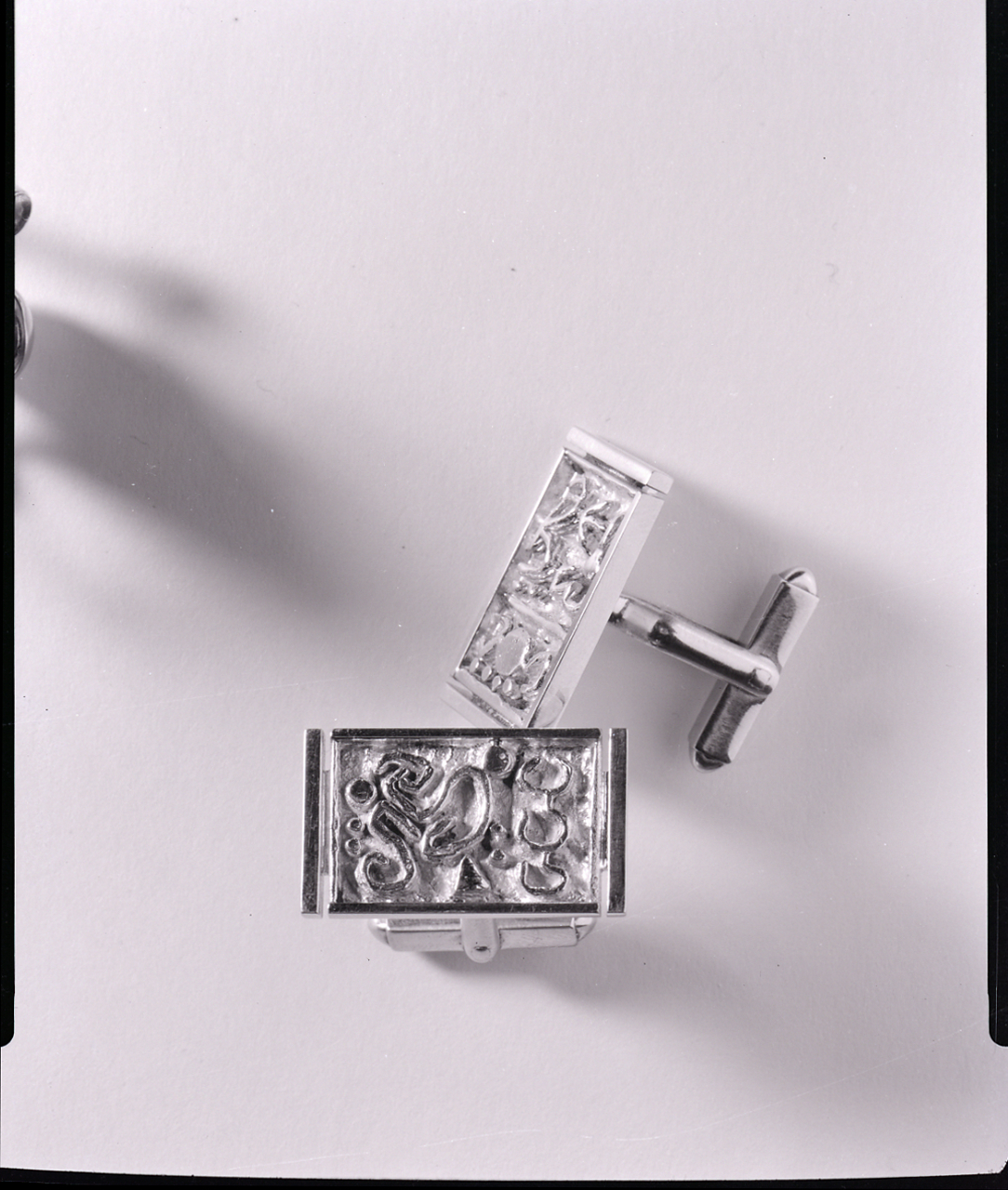
Cufflink photographed by Paolo Monti

El botó de puny és un accessori que serveix per a tancar el puny de la camisa quan aquest duu trau a totes dues bandes, sense botó cosit. Consta d'una peça visible en forma de botó o disc que es passa pel trau exterior i queda a la vista; d'un passador que clou el conjunt en travessar-se a l'altre trau; i d'una peça en forma de cadeneta o de cilindre que uneix les altres dues parts. El català botó de puny equival a l'anglès cuff link; a l'espanyol gemelo; al francès bouton de manchette; a l'italià gemello da polso; al portuguès botão-de-punho o abotoadura; etc., etc.

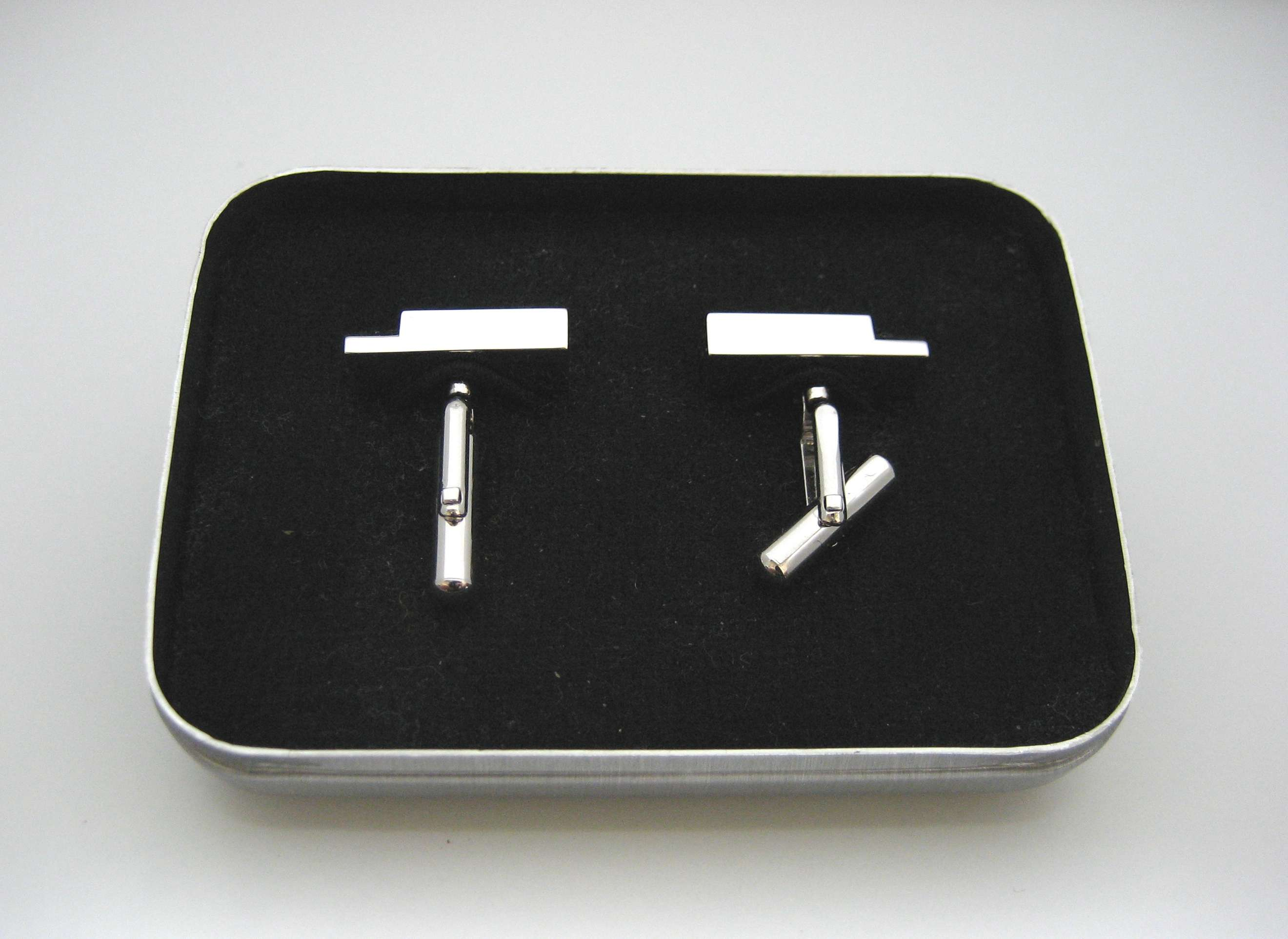
Parell de botons de puny a la seva capsa

El botó de puny sorgí a finals del segle xvii en la cort de Lluís XIV, i durant el xviii fou adoptat per les classes altes de tot Europa. El gruix del poble, però, continuà tancant el puny de la camisa mitjançant cintes, o bé usant punys tancats, d'una peça. Els botons de puny no esdevingueren d'ús general fins al segle xix, quan passen a ésser element indispensable de la indumentària masculina, en un període en què l'habitual era que el puny de camisa presentés trau a totes dues bandes. Resultava un sistema de tancament ben pràctic; els punys de camisa de l'època, bastant gruixuts i rígids, necessitaven un fermall més sòlid que un simple botó cosit.

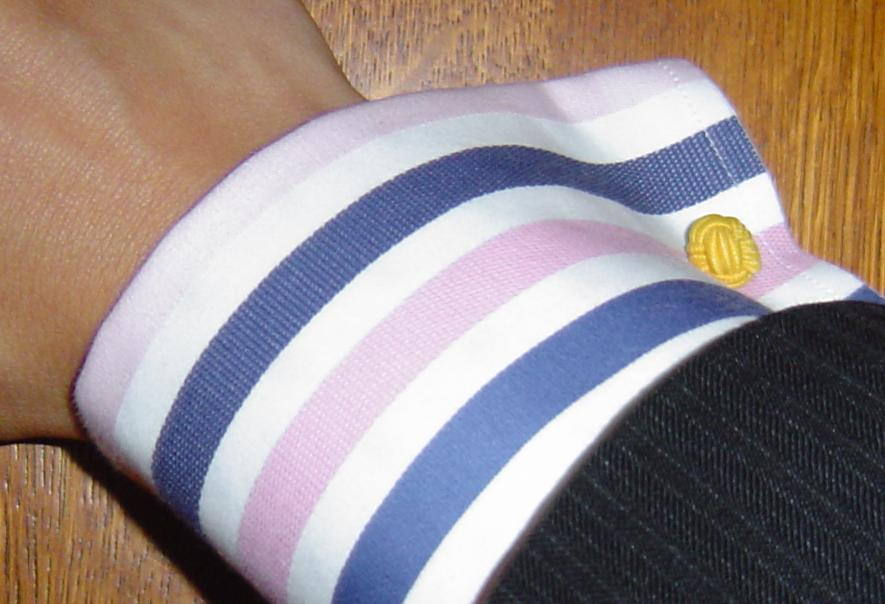
Botó de puny col·locat en un puny francès

A partir de la dècada de 1960, emperò, els botons de puny foren desplaçats de l'ús quotidià, en anar-se generalitzant els nous punys de camisa amb botó incorporat, és a dir, amb un trau a una banda del puny i un botó cosit a l'altra. Avui dia els botons de puny es reserven per a la indumentària més formal o luxosa, i es duen amb camises elegants de puny doble o francès.
Els botons de puny solen ser força decoratius, fins i tot peces de joieria, i són considerats símbol d'elegància masculina. Tradicionalment acostumaven d'anar acompanyats d'agulla de corbata a joc. Vora els metàl·lics tradicionals, darrerament també n'hi ha en forma de roba, en forma de nus.